# さんちか
さんちか (Santica) とは、兵庫県神戸市中央区の中心地である三宮の地下街「三宮地下街」の愛称。第三セクターの神戸地下街株式会社が運営。

## 概要
1965年（昭和40年）の開業以来「さんちかタウン (Santica Town)」という愛称であったが、1985年（昭和60年）にその略称であった現在の愛称に改められた。
1番街から10番街、そして飲食店街である「味ののれん街」の9つに分けられており、4番街と9番街は欠番である。北から番号が振られている。各番街ごとに一定のテーマに基づき、特徴のある店舗をそろえている。最東端に飲食店に特化した「味ののれん街」がある。3番街に様々な催し物を行うスペースがあり、毎週イベントが行われている。
神戸交通センタービルの1階からエスカレータを下りた正面は、現在ショースペースとなっているが、阪神・淡路大震災以前は「アリスの木」と名付けられた金属製のY型柱3本が3列立っていた。当時は待ち合わせ場所の目印に活用されるなど、さんちかを象徴する存在であった。

## 所在地
阪急神戸三宮駅・阪神神戸三宮駅・ポートライナー三宮駅・神戸市営地下鉄（西神・山手線）三宮駅、JR三ノ宮駅、神戸市営地下鉄（海岸線）三宮・花時計前駅などの駅、三宮駅バスのりば、神戸阪急・三宮OPA・神戸国際会館・東遊園地・神戸市役所などのランドマーク、さんプラザ・三宮センター街などを相互に結んでおり、それぞれの連絡通路の役割も果たす。その大部分はフラワーロードの地下にある。
さんちかは大部分がフラワーロードの地下、すなわち加納町5丁目に位置するが、所在地は神戸地下街株式会社が所有する「神戸交通センタービル」の住所である三宮町1丁目10番1号とされている。なお、加納町5丁目は三宮町1丁目・小野柄通8丁目・御幸通8丁目に挟まれたフラワーロードのみであり、加納町5丁目を住所とする施設ならびに建造物は1軒も存在しない。

## 歴代テーマソング
1. サンティカ・デ・ラマンテ（和田弘とマヒナスターズ、1965年〜1975年）
シングルレコードとして発表（日本ビクター SV-302）。2013年8月17日放送のラジオ関西『青春ラジメニア』[3]で流された。
2. Santica Town（チェリッシュ、1975年〜1985年）
チェリッシュのシングルレコード「愛の風景」（日本ビクター 17VP-1034）（B面に収録）。
3. 夢気分パーフェクト（松原みき、1985年〜2005年）
市販はされなかったが、曲が完成した当時、関係者向けに非売品のシングル盤が配布された。ラジオ関西の番組ではたまに流れることがある[4]。
4. 風に乗って（ばんばひろふみ、2005年〜）
2005年7月21日発売のばんばのシングルCD「のんびりと ゆっくりと」（ライスミュージック PKCP-2012）のカップリングに収録。

かつてサンテレビで放送されていた『ボンジュールさんちか』では、当時のテーマソングが流されていた。
開業50周年にちなみ2016年3月には、歴代のテーマソング4曲が施設内で流された。

## 備考
- クーポン・メンバーズカード(クレジットカードの機能も兼ね、一定額以上の購入で割引となる)・ギフト券を発行する（インフォメーションセンターがこれらの発行や店舗案内を行う）。

- 駐車場は所有しないが、一定額以上の購入で近隣の市立駐車場の無料券を発行している。

※なお、メンバーズカードはオリエントコーポレーションの発行する「さんちかカード」。隣接する三宮センター街ならびにさんプラザ・センタープラザでは、イオンクレジットサービスの発行する「KOBE SANNOMIYA CARD」があるが、メンバーズカードとしての機能に双方は関連がない。